# Segunda Calle Suroeste
La 2.ª Calle Suroeste (Segunda Calle Suroeste) es una calle principal del cuadrante suroeste de la ciudad de Managua, Nicaragua. Atraviesa una zona de urbanización mixta con áreas residenciales, institucionales y algunas comerciales, formando parte del sistema ortogonal tradicional que estructura la capital nicaragüense.

## Trazado
La vía inicia en el oeste desde la intersección con la 47.ª Avenida Suroeste en el barrio Las Brisas y avanza en sentido este, cruzando importantes avenidas como la 35.ª Avenida Suroeste, la 27.ª Avenida Suroeste y la 12.ª Avenida Suroeste, hasta llegar a las cercanías del Centro histórico de Managua, donde se conecta con la 1.ª Avenida Suroeste.

## Intersecciones destacadas
- 47.ª Avenida Suroeste – Acceso desde el oeste de Las Brisas
- 35.ª Avenida Suroeste – Cruce conector hacia barrios periféricos
- 27.ª Avenida Suroeste – Zona comercial residencial en expansión
- 12.ª Avenida Suroeste – Entrada al cuadrante histórico
- 1.ª Avenida Suroeste – Conexión con el km 0 del centro

## Barrios que atraviesa
- Las Brisas
- Francisco Morazán
- Santa Rosa
- Altagracia (segmentos intermedios)

## Coordenadas
12°8′12″N 86°16′10″O / 12.13667, -86.26944